# Кремен (област Кърджали)
 За другото българско село с име Кремен вижте Кремен (област Благоевград).  
Кремен е село в Южна България. То се намира в община Кирково, област Кърджали.

## География
Село Кремен се намира в планински район.